# Hierodula everetti
Hierodula everetti es una especie de mantis de la familia Mantidae.

## Distribución geográfica
Se encuentra en Borneo y en la Isla de Flores (Indonesia).